# Аргіруполі
Аргіруполі (грец. Αργυρούπολη/ις) — передмістя на півдні Афін.
На сході від передмістя гора Іметт, на півночі ліси й луки. Найближча станція метро — Александрас Панагуліс.
Назва Аргіруполі означає в перекладі Срібне місто. Таку ж назву в перекладі з турецької має місто Гумушане, звідки в 1920-х прибула більшість біженців, що поселилися в Аргіруполя.
До 1960-х територію Аргіпуполі займали в основному сільськогосподарські угіддя, пізніше інтенсивна міська забудова забрала всю землю під житлові площі. В Аргіруполі є кілька шкіл, ліцеїв, гімназій, кілька банків, поштове відділення та гімнастичний комплекс.

## Населення
| Рік  | Населення |
| ---- | --------- |
| 1981 | 26 108    |
| 1991 | 31 530    |
| 2001 | 33 158    |